# جوديث بيفيريدغ
جوديث بيفيريدغ (بالإنجليزية: Judith Beveridge)‏ هي كاتِبة وشاعرة أسترالية، ولدت في 1956.